# 二鉄トランスフェリンレダクターゼ
二鉄トランスフェリンレダクターゼ（diferric-transferrin reductase）は、ポルフィリンおよびクロロフィル代謝酵素の一つで、次の化学反応を触媒する酸化還元酵素である。
トランスフェリン[Fe(II)]2 + NAD+ + H+ {\displaystyle \rightleftharpoons } トランスフェリン[Fe(III)]2 + NADH
この酵素の基質はトランスフェリン[Fe(II)]2、NAD+とH+で、生成物はトランスフェリン[Fe(III)]2とNADHである。
この酵素は酸化還元酵素に属し、NAD+またはNADP+を受容体として金属イオンを特異的に酸化する。組織名はtransferrin[Fe(II)]2:NAD+ oxidoreductaseで、別名にdiferric transferrin reductase、NADH diferric transferrin reductase、transferrin reductaseがある。